# Graustark
Graustark er en amerikansk stumfilm fra 1915 af Fred E. Wright.

## Medvirkende
- Francis X. Bushman som Grenfall Lorry.
- Beverly Bayne som Yetive.
- Edna Mayo som Dagmar.
- Thomas Commerford som Caspar.
- Helen Dunbar som Yvonne.